# بريم جوشوا
بريم جوشوا (بالألمانية: Prem Joshua)‏ هو موسيقي ألماني، ولد في 1946.

## وصلات خارجية
- بريم جوشوا على موقع IMDb (الإنجليزية)
- بريم جوشوا على موقع ميوزك برينز (الإنجليزية)
- بريم جوشوا على موقع ديسكوغز (الإنجليزية)